# Drifa glomerata
Drifa glomerata is een zachte koraalsoort uit de familie Alcyoniidae. De koraalsoort komt uit het geslacht Drifa. Drifa glomerata werd in 1869 voor het eerst wetenschappelijk beschreven door Verrill. 